# Murder at 1600
Murder at 1600 (Brasil: Crime na Casa Branca / Portugal: Homicídio na Casa Branca) é um filme de ação e suspense estadunidense de 1997, dirigido por Dwight H. Little e estrelado por Wesley Snipes e Diane Lane.

## Sinopse
Em um banheiro na Casa Branca, um zelador encontra a secretária Carla Town morta. O detetive de homicídios da Polícia Metropolitana Harlan Regis, cujo prédio está aguardando a demolição em favor de um estacionamento, é colocado no caso. Na Casa Branca, Regis é apresentado ao Diretor do Serviço Secreto dos EUA, Nick Spikings, ao Conselheiro de Segurança Nacional Alvin Jordan e à agente do Serviço Secreto Nina Chance. Spikings designa Chance, uma ex-campeã medalha de ouro olímpico de tiro, para ficar de olho em Regis.
Paralelamente a isso, a Casa Branca tem que lidar com uma crise internacional iminente: o presidente Jack Neil tem tentado lidar com uma situação em que americanos estão sendo mantidos como reféns na Coreia do Norte, e algumas pessoas—incluindo vários membros de seu círculo íntimo, liderados pelo vice-presidente Gordon Dylan—pensam que Neil não está lidando com isso da maneira certa. Algumas pessoas pensam que Neil deveria enviar tropas à Coreia do Norte para resgatar os reféns, mas ele não quer arriscar uma potencial segunda Guerra da Coreia.
O zelador da Casa Branca, Cory Allen Luchessi, aparentemente desapareceu na noite do assassinato e certa vez atacou Carla. Ele é preso e interrogado, mas seu depoimento e uma evidência claramente configurada levam Regis a suspeitar que o Serviço Secreto possa estar envolvido. Naquela noite, Regis encontra seu apartamento roubado; o culpado escapa e, em uma pesquisa subsequente, um bug oculto é encontrado.
Em uma foto de Carla, Regis vê Burton Cash, o agente do Serviço Secreto designado para Kyle Neil, o filho do presidente. Regis descobre que Kyle fez sexo com Carla na noite do assassinato. Em uma boate, Regis conversa com uma jovem que diz que Kyle certa vez se gabou de ter compartilhado Carla com seu pai. A empresa do tio de Carla, a Brookline Associates, é a principal arrecadadora de fundos da Costa Leste do presidente e também é dona do apartamento em que Carla morava.
Regis finalmente descobre que Chance já foi guarda-costas de Kyle. Quando ele a confronta, Chance explica que uma noite ela descobriu Kyle batendo em sua namorada. O Serviço Secreto encobriu o espancamento para que Kyle não fosse preso por agressão, e Chance pediu para ser transferida e foi substituída por Cash. Ao ser confrontado por Regis, Kyle nega ter assassinado Carla, mas dá uma informação especial: entre as reservas que fez, Carla supostamente também encomendou um carro - apesar de não ter carteira de motorista. Mais tarde, Regis e Chance descobrem que as entradas mais recentes na agenda de Carla foram falsificadas.
Com algumas pistas deixadas por Jordan, Regis descobre que Spikings reteve várias fitas de vigilância da noite do assassinato. Regis vai à residência de Spikings para interrogá-lo; Spikings está disposto a mostrar a fita, mas é repentinamente morto por um franco-atirador. No entanto, Regis e Chance escapam do tiroteio com a fita. Eles descobrem que Jordan planejou o assassinato para chantagear Neil a renunciar, o que permitiria a Dylan assumir o cargo e enviar tropas para a Coreia do Norte.
Regis, Chance e Stengel, o parceiro de Regis, entram nos túneis da Casa Branca. O atirador os persegue e fere Stengel, mas Chance consegue matá-lo. Perseguido pelo Serviço Secreto, Regis mal consegue entrar em contato com Neil e apresentá-lo com as evidências da conspiração de Jordan. Jordan tenta atirar em Neil, após levar um soco no rosto, apenas para que seu tiro seja interceptado por Chance algemada, e ele é morto pelo Serviço Secreto. Chance e Stengel são levados a um hospital, onde se recuperam dos ferimentos. Em gratidão por seu resgate, Neil pergunta a Regis se há algo que ele possa fazer, ao que Regis menciona seu despejo iminente.

## Elenco
- Wesley Snipes como Detetive Harlan Regis
- Diane Lane como Agente do Serviço Secreto Nina Chance
- Daniel Benzali como Agente do Serviço Secreto Nick Spikings
- Dennis Miller como Detetive Stengel
- Alan Alda como Conselheiro de Segurança Nacional Alvin Jordan
- Ronny Cox como presidente Jack Neil
- Diane Baker como a primeira-dama Kitty Neil
- Tate Donovan como o primeiro filho Kyle Neil
- Harris Yulin como General Clark Tully
- Tom Wright como Agente do Serviço Secreto Cooper
- Nicholas Pryor como Paul Moran
- Charles Rocket como Jeffrey
- Nigel Bennett como Agente do Serviço Secreto Burton Cash
- Tony Nappo como Luchessi
- Tamara Gorski como jovem em um bar
- Mary Moore como Carla Town
- David Gardner como presidente da Câmara

## Produção
O produtor Arnold Kopelson sentiu-se atraído por Murder em 1600, tendo dito que "ultimamente, a Casa Branca tem estado vulnerável a uma variedade surpreendentemente ampla de ataques", e junto com o produtor Arnon Milchan ofereceu o roteiro ao diretor Dwight H. Little, que aceitou como apesar de sua experiência em filmes de ação, ele nunca tinha feito um filme de suspense, "e thrillers políticos são provavelmente meu gênero de filme favorito; eu amo aqueles filmes de conspiração seminais dos anos 70". Os cineastas então convidaram Wesley Snipes, considerando-o como tendo a fisicalidade, inteligência e humor necessários para Harlan Regis, e Snipes aceito pela profundidade do personagem e "a oportunidade de fazer um papel de suspense, que normalmente é reservado para atores mais maduros." Diane Lane foi atraída pelo papel de Agente Chance porque "ela segue seu código pessoal", e Lane tinha a experiência de atiradora necessária para o papel.
Embora as cenas tenham sido filmadas em Washington, D.C., as locações principais foram em Toronto, Canadá e locações próximas em Ontário. Enquanto Absolute Power ocupava o cenário da Sala Oval  construído para Dave, uma nova Sala Oval foi construída no Cinespace Film Studios em Kleinburg. A equipe de filmagem fez muitas visitas à Casa Branca como referência para fazer o que o desenhista de produção Nelson Coates descreveu como "a recriação arquitetônica mais precisa" da sala. O Salão Oval ainda está no estúdio e já foi usado em produções como Dick e The Sentinel.

## Lançamento

### Cinema
Murder at 1600 estreou em Los Angeles, Califórnia, em 14 de abril de 1997.

## Recepção

### Bilheteria
O filme foi uma decepção de bilheteria. Foi o número 3 com $7.962.268 durante o fim de semana de estreia, e passou a faturar um total de $25.804.707 nos Estados Unidos.

## Resposta crítica
Murder at 1600 recebeu críticas ruins dos críticos, uma vez que detém uma classificação de 32% no Rotten Tomatoes com base em 34 avaliações. No site do IMDb, o filme está com a nota 6,1/10.